# Plemenitaš
 Plemenitaš  falu Horvátországban, a Tengermellék-Hegyvidék megyében. Közigazgatásilag  Vrbovskóhoz tartozik.

## Fekvése
Fiumétól 53 km-re északkeletre, községközpontjától 10 km-re északra, a Kulpa jobb partján a szlovén határ mellett fekszik.

## Története
A településnek 1857-ben 276, 1910-ben 183 lakosa volt. Trianonig Modrus-Fiume vármegye Vrbovskói járásához tartozott. 2011-ben 39 lakosa volt.

## Lakosság
| Lakosság változása | Lakosság változása | Lakosság változása | Lakosság változása | Lakosság változása | Lakosság változása | Lakosság változása | Lakosság változása | Lakosság változása | Lakosság változása | Lakosság változása | Lakosság változása | Lakosság változása | Lakosság változása | Lakosság változása | Lakosság változása |
| ------------------ | ------------------ | ------------------ | ------------------ | ------------------ | ------------------ | ------------------ | ------------------ | ------------------ | ------------------ | ------------------ | ------------------ | ------------------ | ------------------ | ------------------ | ------------------ |
| 1857               | 1869               | 1880               | 1890               | 1900               | 1910               | 1921               | 1931               | 1948               | 1953               | 1961               | 1971               | 1981               | 1991               | 2001               | 2011               |
| 276                | 212                | 256                | 274                | 250                | 183                | 158                | 145                | 155                | 142                | 133                | 112                | 76                 | 91                 | 43                 | 39                 |

## Nevezetességei
Remete Szent Antal tiszteletére szentelt temploma 1753-ban épült.